# تقية بنت إبراهيم
تقية بنت إبراهيم بن سفيان بن عبد الوهاب بن منده الأصبهانية (552 هـ -) راوية للحديث، روته عن أبي رشيد محمد بن علي بن محمد بن عمر.